# Molins de Santa Margarida i els Monjos
Els Molins de Santa Margarida i els Monjos són un conjunt de molins, alguns ja desapareguts, situats al terme municipal de Santa Margarida i els Monjos (Alt Penedès) que formen part de l'Inventari del Patrimoni Arquitectònic de Catalunya de manera individual.

## Molí de l'Abadal
De tot el conjunt de construccions que formen l'edifici, molí-masia, la part baixa que havia sigut molí es la més antiga (XVI o XV), pel seu darrere si veuen dos cacaus i s'intueix el que era la bassa. Es troba al peu del camí que mena al santuari de Sant Ramon de Penyafort, situat a pocs metres i per damunt del referit molí.

## Molí del Macià

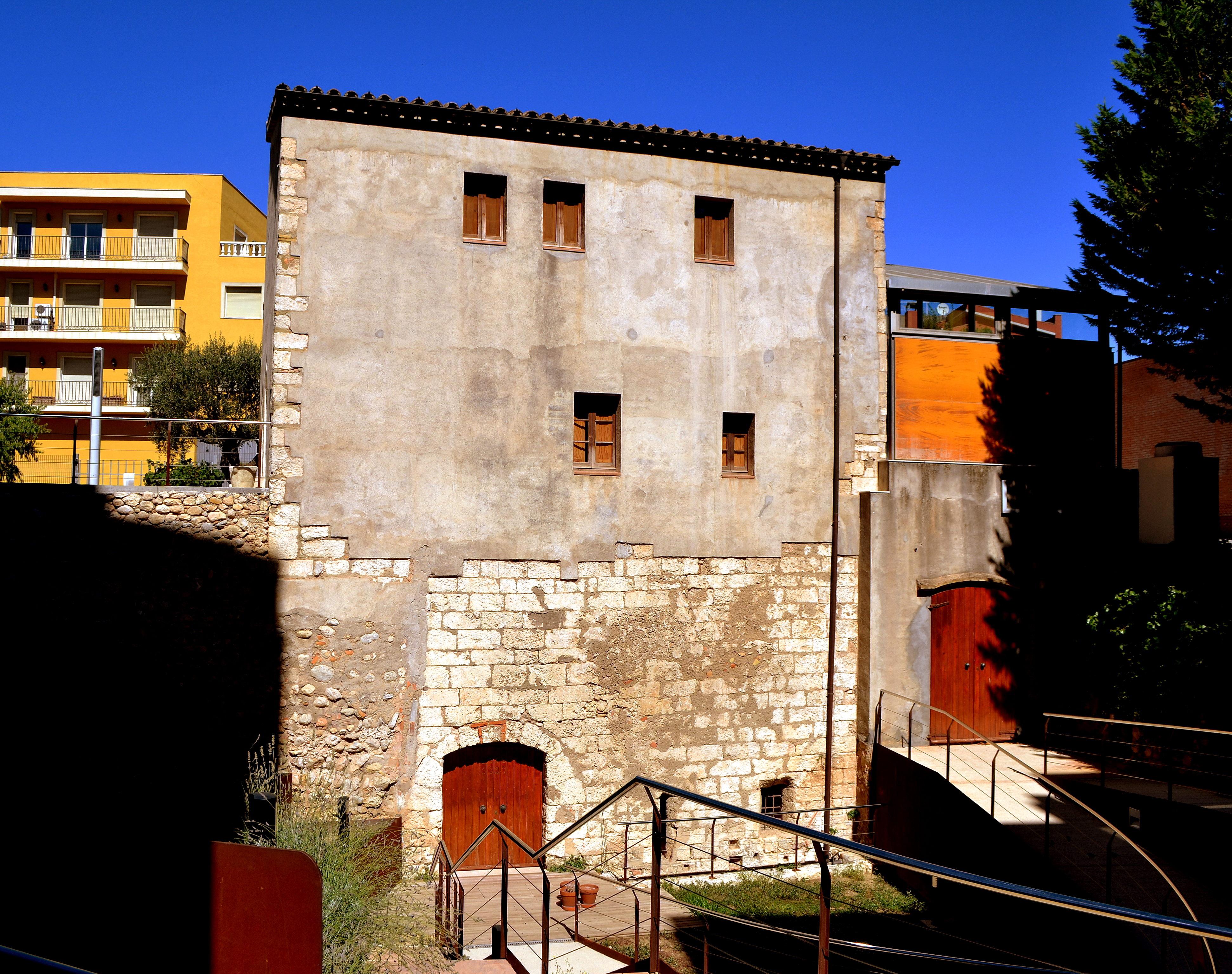
Molí del Macià

Localitzat quasi a frec de pont de la general, l'edifici segueix en peu i sense cap ús aparent, pel darrere si veuen tres cacaus i part de la bassa que ha sigut tallada per l'obertura d'un nou carrer.

## Molí de Mascaró
Actualment es una masia habitada, res queda del molí que tanmateix fou conegut com el Molí del Gat i Molí de la Riba.

## Molí de les Masses
No queda res del molí, que segons referències, era darrere la masia que porta el mateix nom.

## Molí d'en Ferran
Edificació abandonada i en estat ruinós.